# 上北町駅
上北町駅（かみきたちょうえき）は、青森県上北郡東北町上北北一丁目にある、青い森鉄道青い森鉄道線の駅である。
国鉄時代は急行「しもきた」「なつどまり」が、東北新幹線開業後の一時期は、特急「はつかり」1往復が停車していた。

## 歴史
- 1891年（明治24年）9月1日：日本鉄道東北本線の沼崎駅（ぬまさきえき）として開業[1]。
- 1906年（明治39年）7月1日：日本鉄道が国有化[1]。官設鉄道の駅となる。
- 1959年（昭和34年）10月1日：上北町駅に改称[1]。
- 1972年（昭和47年）3月15日：貨物扱い廃止[1]。

昭和40年代には三沢駅長管理下となり、三沢駅所属上北町在勤（駅長・助役配置）として配置されていた。
- 1983年（昭和58年）2月1日：無人化[3]。ただし管理駅派遣により出札は継続。荷物扱い廃止[1][4]。
- 1987年（昭和62年）4月1日：国鉄分割民営化により、東日本旅客鉄道（JR東日本）の駅となる[1]。
- 2010年（平成22年）12月4日：東北新幹線全線開業に伴い、青い森鉄道に移管。
- 2020年（令和2年）2月10日：トイレの改修工事（水洗・洋式化）が完成し、供用開始[5]。
- 2023年（令和5年）
  - 3月1日：自動券売機を設置[2]。
  - 3月17日：窓口の営業を終了[2]。
  - 3月18日：終日無人化[2]。

## 駅構造
単式ホーム1面1線と島式ホーム1面2線、計2面3線のホームを持つ地上駅。互いのホームは跨線橋で連絡している。木造駅舎を有する。
無人駅である（三沢駅管理）。自動券売機が設置されている。トイレは駅舎内に水洗トイレが設けられている。

### のりば
| 番線 | 路線           | 方向           | 行先           |
| ---- | -------------- | -------------- | -------------- |
| 1    | ■青い森鉄道線  | 下り           | 青森方面       |
| 2    | （予備ホーム） | （予備ホーム） | （予備ホーム） |
| 3    | ■青い森鉄道線  | 上り           | 八戸・目時方面 |

※2番線は待避線であり、2022年3月時点で2番線を使用する定期旅客列車は11時49分発の八戸行きのみ。

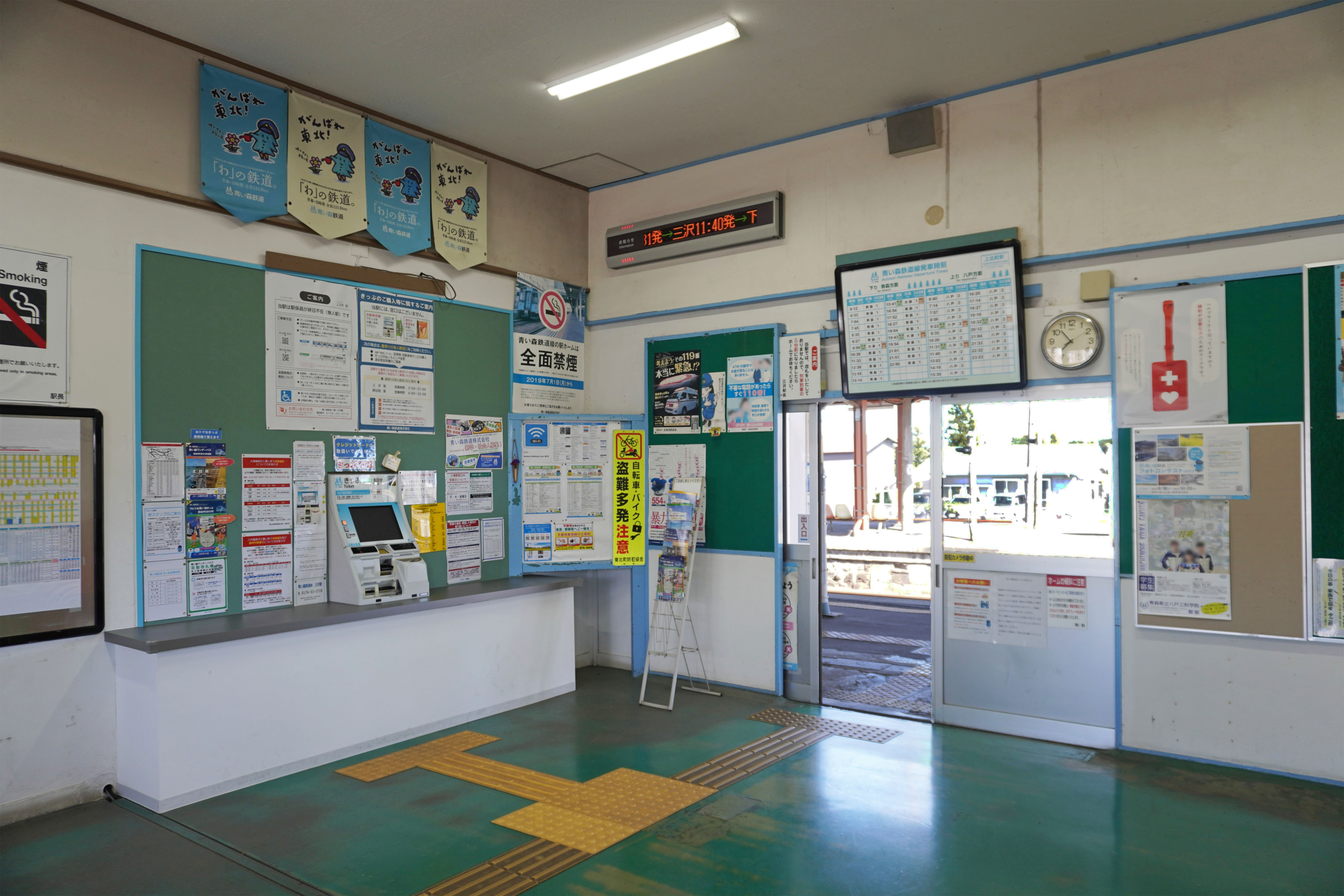
改札口（2023年9月）
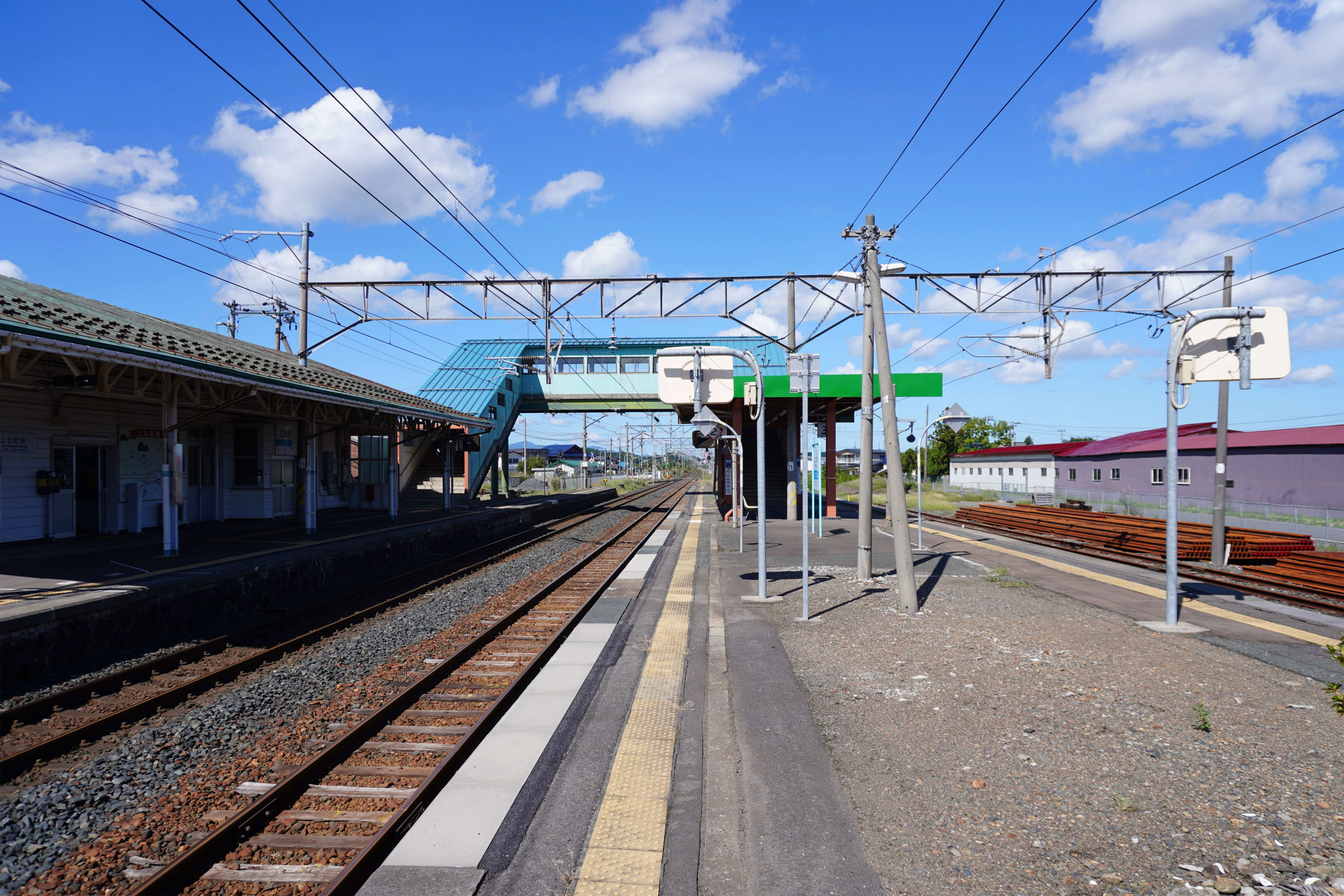
ホーム（2023年9月）

## 利用状況
2000年度（平成12年度）以降の推移は以下のとおりである。
| 乗車人員・乗降人員推移 | 乗車人員・乗降人員推移 | 乗車人員・乗降人員推移 | 乗車人員・乗降人員推移 |
| 年度                   | 1日平均 乗車人員       | 1日平均 乗降人員       | 出典                   |
| ---------------------- | ---------------------- | ---------------------- | ---------------------- |
| 2000年（平成12年）     | 323                    |                        | [ JR東 1 ]             |
| 2001年（平成13年）     | 321                    |                        | [ JR東 2 ]             |
| 2002年（平成14年）     | 289                    |                        | [ JR東 3 ]             |
| 2003年（平成15年）     | 272                    |                        | [ JR東 4 ]             |
| 2004年（平成16年）     | 253                    |                        | [ JR東 5 ]             |
| 2005年（平成17年）     | 258                    |                        | [ JR東 6 ]             |
| 2006年（平成18年）     | 228                    |                        | [ JR東 7 ]             |
| 2007年（平成19年）     | 249                    |                        | [ JR東 8 ]             |
| 2008年（平成20年）     | 248                    |                        | [ JR東 9 ]             |
| 2009年（平成21年）     | 233                    |                        | [ JR東 10 ]            |
| 2010年（平成22年）     | 213                    |                        | [ JR東 11 ]            |
| 2011年（平成23年）     |                        | 405                    | [ 国交省 1 ]           |
| 2012年（平成24年）     |                        | 478                    | [ 国交省 1 ]           |
| 2013年（平成25年）     |                        | 476                    | [ 国交省 1 ]           |
| 2014年（平成26年）     |                        | 464                    | [ 国交省 1 ]           |
| 2015年（平成27年）     |                        | 559                    | [ 国交省 1 ]           |
| 2016年（平成28年）     |                        | 594                    | [ 他 1 ]               |
| 2017年（平成29年）     |                        | 586                    | [ 他 1 ]               |
| 2018年（平成30年）     |                        | 554                    | [ 国交省 2 ]           |

## 駅周辺
- 青森県道121号七戸上北町停車場線
- 青森県道211号折茂上北町停車場線
  - 青森県道8号八戸野辺地線
- 青森県道219号水喰上北町停車場線
  - 青森県道165号上野十和田線
- 小川原湖
  - 小川原湖水浴場
- 玉勝温泉
- 上北温泉
- 東北町役場（旧・上北町役場）
- 道の駅おがわら湖
- 七戸警察署上北駐在所
- 上北郵便局
- ユニバース上北町店

## バス路線
- 十和田観光電鉄（十鉄バス）
  - 七戸十和田駅行
  - 七戸案内所行
  - 湖畔桟橋前行
  - 三沢駅（小松ヶ丘ニュータウン）行
  - 十和田市（三本木営業所）行
- 東北町民バス

## その他
- 当駅は、かつて七戸町旧中心部の最寄り駅であった。十鉄バスによって七戸町旧中心部と結ばれている。七戸町から三沢駅へ行く便以外は、当駅近くの「湖畔桟橋前」停留所で折り返す。
  - かつて七戸駅と野辺地駅に南部縦貫鉄道が通っていた頃も、同駅と七戸を結ぶ自動車便は存在した。

## 隣の駅
青い森鉄道
■青い森鉄道線
□快速「しもきた」
三沢駅 - 上北町駅 - （一部乙供駅） - 野辺地駅
■普通
小川原駅 - 上北町駅 - 乙供駅

### 記事本文
1. 1 2 3 4 5 6 7  石野哲（編）『停車場変遷大事典 国鉄・JR編 Ⅱ』（初版）JTB、1998年10月1日、418頁。ISBN 978-4-533-02980-6。
2. 1 2 3 4 5 6  “乙供駅・上北町駅・下田駅 窓口営業終了のお知らせ”.   青い森鉄道 (2023年2月15日). 2023年2月15日時点のオリジナルよりアーカイブ。2023年2月15日閲覧。
3. ↑  「通報 ●東北本線有壁ほか8駅の駅員無配置について（旅客局）」『鉄道公報』日本国有鉄道総裁室文書課、1983年1月31日、2面。
4. ↑  「日本国有鉄道公示第195号」『官報』1983年1月31日。
5. ↑  青い森鉄道上北町駅のトイレが水洗・洋式化 (PDF)  - 広報とうほく2020年3月号
6. ↑  “上北町駅”.   青い森鉄道. 2021年4月11日閲覧。
7. ↑  “上北町駅”.   青い森鉄道. 2021年4月11日閲覧。

### 利用状況
JR東日本
1. ↑  “各駅の乗車人員（2000年度）”.   東日本旅客鉄道. 2019年2月3日閲覧。
2. ↑  “各駅の乗車人員（2001年度）”.   東日本旅客鉄道. 2019年2月3日閲覧。
3. ↑  “各駅の乗車人員（2002年度）”.   東日本旅客鉄道. 2019年2月3日閲覧。
4. ↑  “各駅の乗車人員（2003年度）”.   東日本旅客鉄道. 2019年2月3日閲覧。
5. ↑  “各駅の乗車人員（2004年度）”.   東日本旅客鉄道. 2019年2月3日閲覧。
6. ↑  “各駅の乗車人員（2005年度）”.   東日本旅客鉄道. 2019年2月3日閲覧。
7. ↑  “各駅の乗車人員（2006年度）”.   東日本旅客鉄道. 2019年2月3日閲覧。
8. ↑  “各駅の乗車人員（2007年度）”.   東日本旅客鉄道. 2019年2月3日閲覧。
9. ↑  “各駅の乗車人員（2008年度）”.   東日本旅客鉄道. 2019年2月3日閲覧。
10. ↑  “各駅の乗車人員（2009年度）”.   東日本旅客鉄道. 2019年2月3日閲覧。
11. ↑  “各駅の乗車人員（2010年度）”.   東日本旅客鉄道. 2019年2月3日閲覧。

国土交通省
1. ↑  国土数値情報(駅別乗降客数データ)  - 国土交通省、2019年7月2日閲覧
2. ↑  国土数値情報(駅別乗降客数データ)  - 国土交通省、2020年9月12日閲覧

その他
1. ↑  国土数値情報(駅別乗降客数データ)  - 統計情報リサーチ、2020年8月28日閲覧